# Szenes tőkegomba
A szenes tőkegomba (Pholiota highlandensis) a harmatgombafélék családjába tartozó, Európában, Észak-Amerikában és Ausztráliában honos, erdei égésnyomokon élő, nem ehető gombafaj. 

## Megjelenése
A szenes tőkegomba kalapja 2-6 cm széles, alakja domború, idősen széles domborúan vagy majdnem laposan kiterül. Felszíne sima, erősen nyálkás, ragadós. A szélén kis fátyolmaradványok lehetnek. Színe sárgásbarna, vörösbarna vagy narancsbarna; idősen halvány rózsásbarnára fakul. 
Húsa fakósárga. Szaga nem jellegzetes, íze kellemetlenül retekszerű, keserű, esetleg kissé csípős. 
Sűrűn álló lemezei tönkhöz nőttek. Színük eleinte fehéres vagy sárgás, később fahéjbarnára sötétedik. Fiatalon részleges fátyol védi őket. 
Tönkje 2-6 cm magas és 0,4-1 cm vastag. Színe fehéres vagy sárgás, a tövénél sötétebb. Felszíne finoman pelyhes, szálas.
Spórapora fahéjbarna. Spórája többé-kevésbé elliptikus, sima, mérete 6-8 x 4-4,5 µm.  

### Hasonló fajok
A fakó tőkegomba, a zöldes tőkegomba vagy a nyálkás tőkegomba hasonlíthat hozzá. 

## Elterjedése és termőhelye
Európában, Észak-Amerikában és Ausztráliában honos. 
Csak a régi tűznyomokon, hamus talajon él, többnyire csoportosan jelenik meg az elszenesedett famaradványok között. Nyártól késő őszig terem.

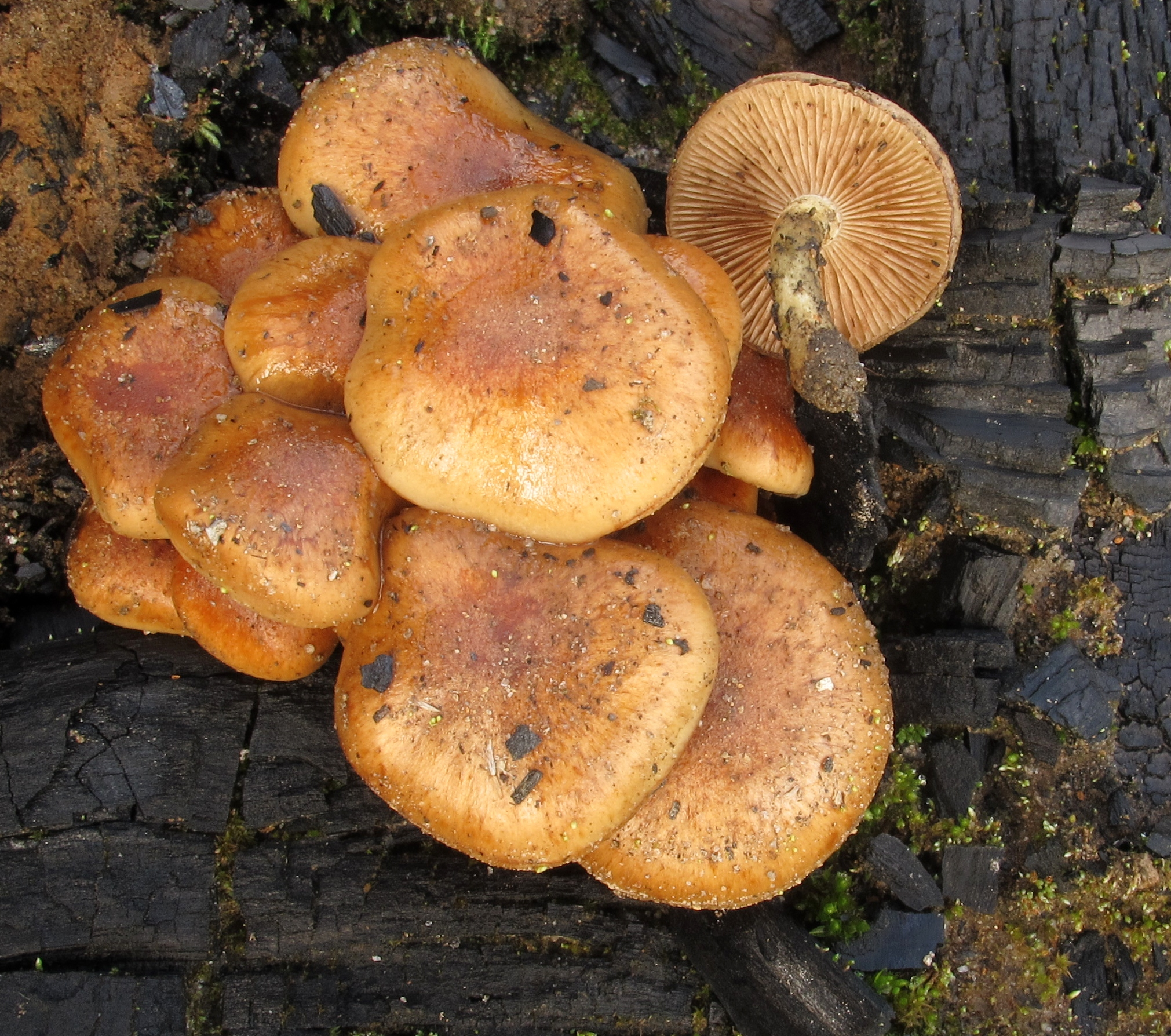
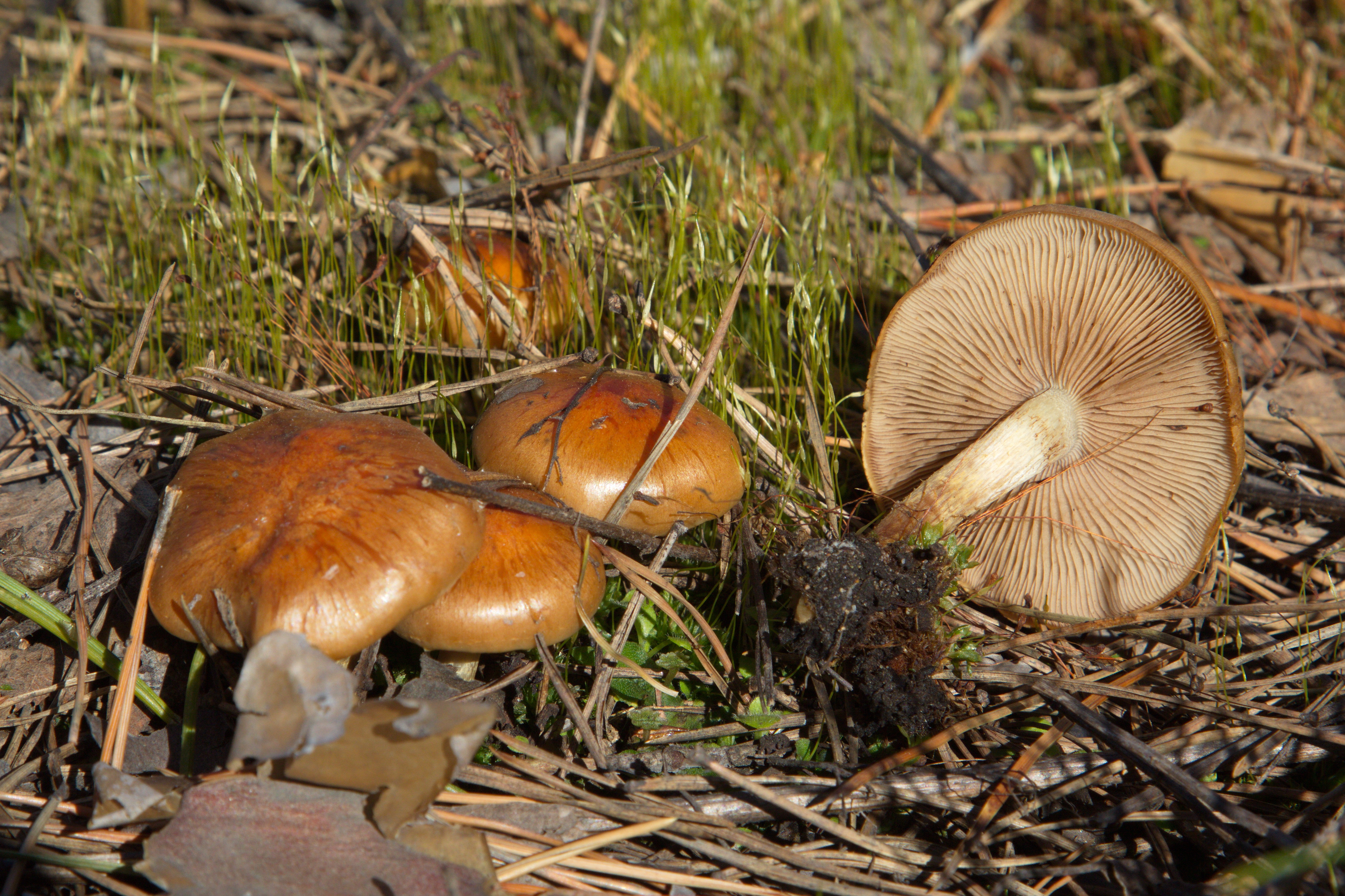
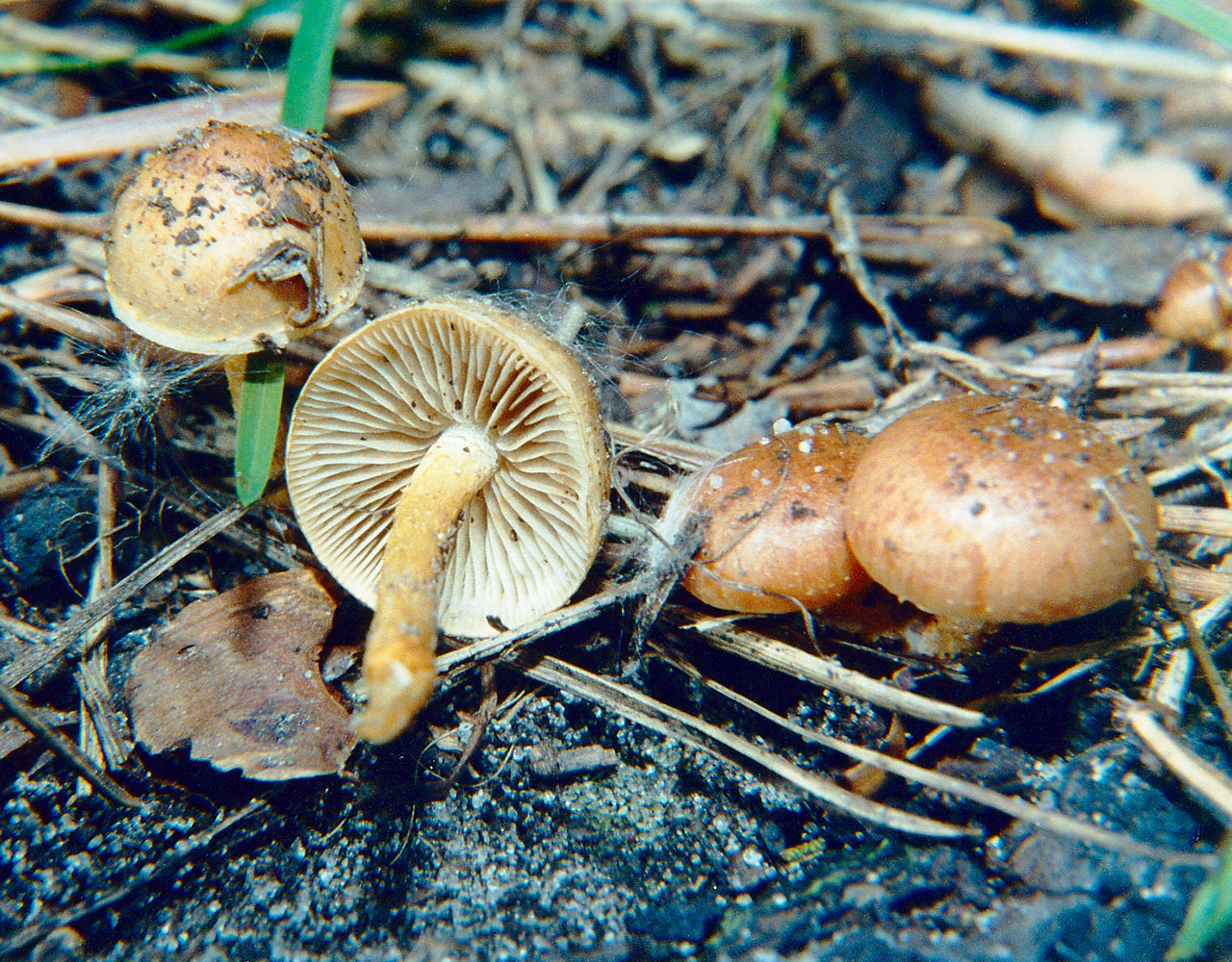
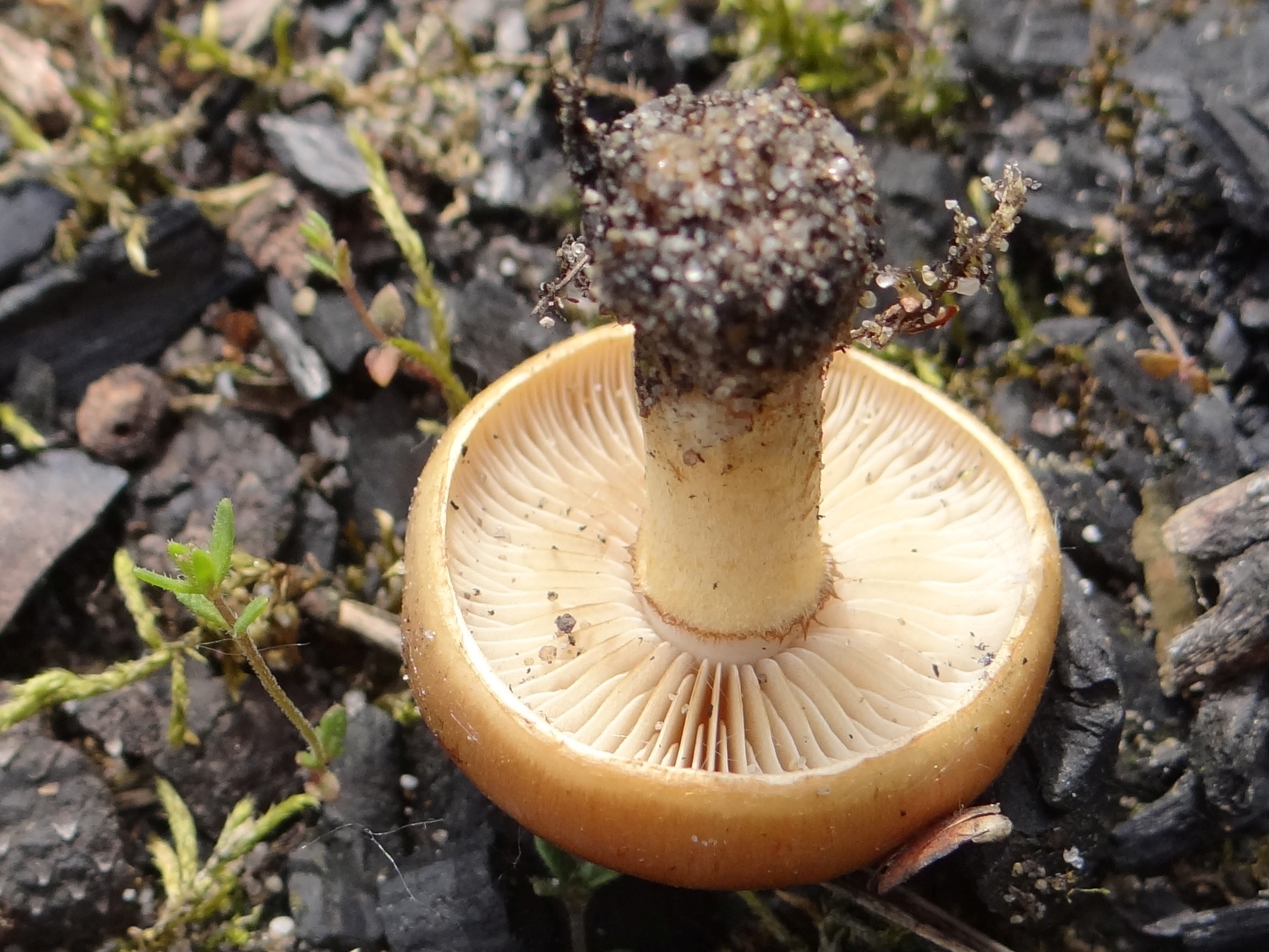
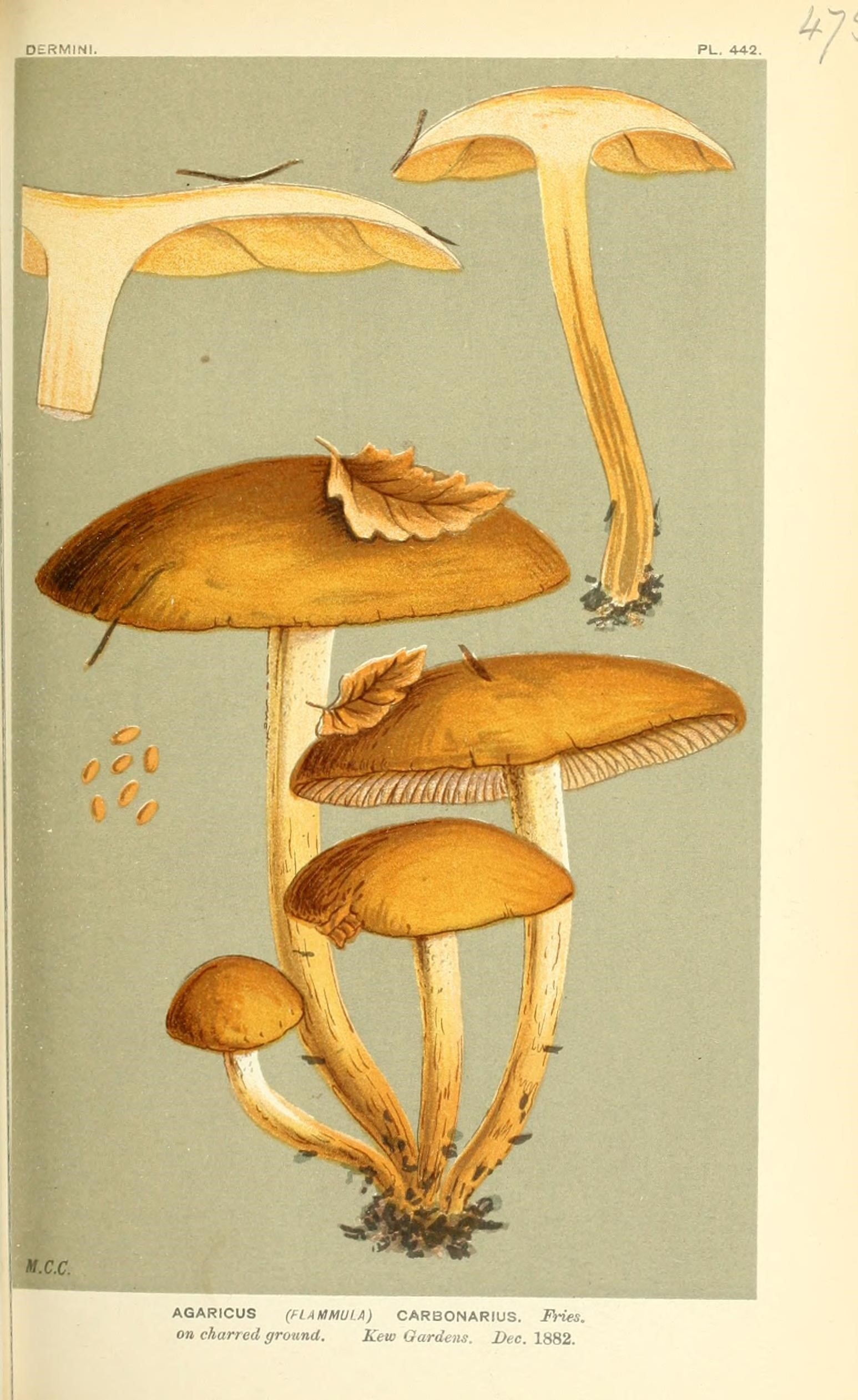

Nem ehető.  